# Adriaan Fokker
Adriaan Daniël Fokker (ˈaːdriaːn ˈdaːniɛl ˈfɔkər; Bogor, 17 agosto 1887 – Apeldoorn (Beekbergen), 24 settembre 1972) è stato un fisico e musicista olandese. Fu l'inventore dell'organo Fokker, un organo di 31 toni a temperamento equabile.

## Biografia

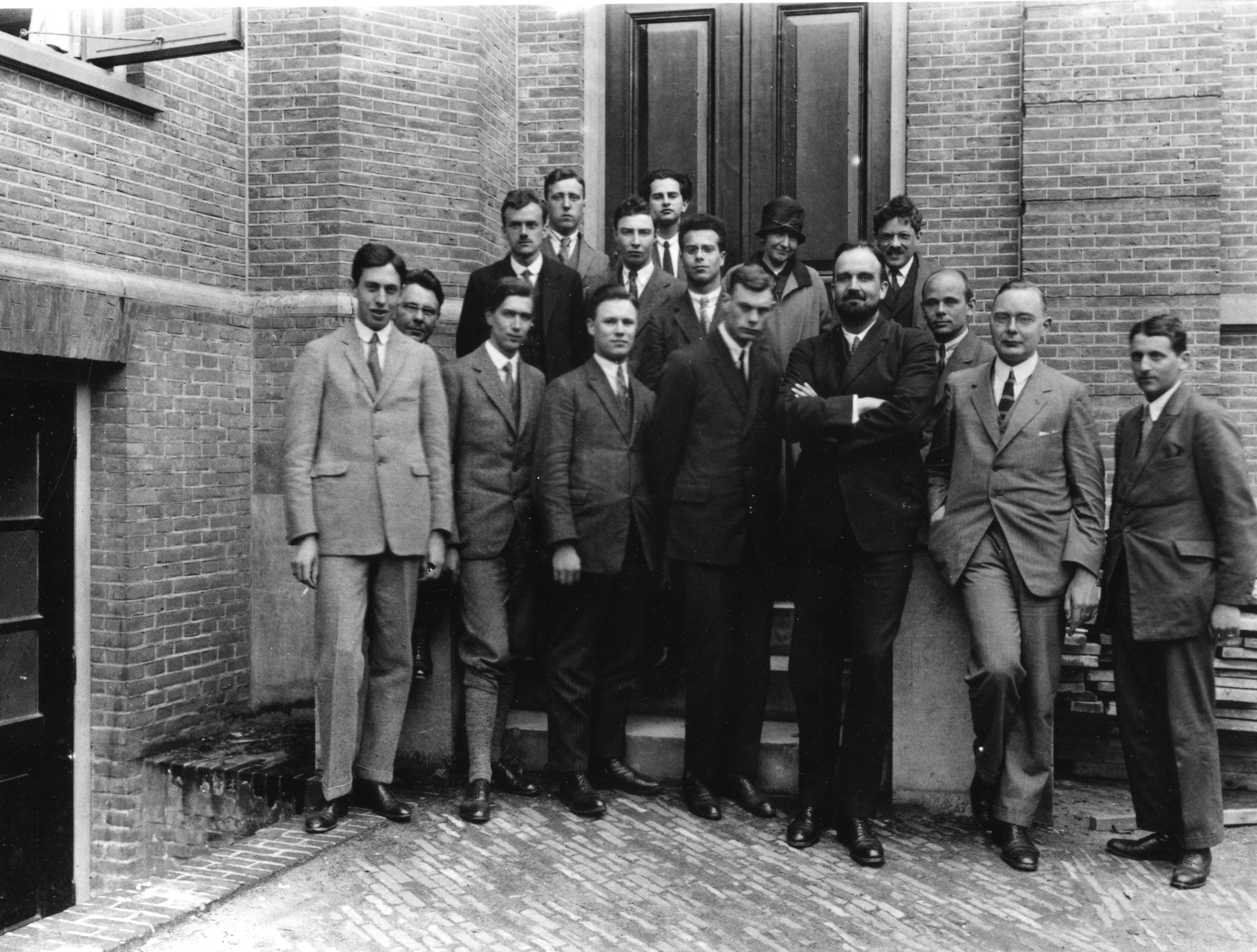
Leiden, Kamerlingh-Onnes Lab (1926) Adriaan Daniël Fokker terzo da destra

Adriaan Daniël Fokker nacque il 17 agosto 1887 a Buitenzorg, nelle Indie orientali olandesi (ora Bogor, in Indonesia). Era cugino dell'ingegnere aeronautico Anthony Fokker.
Fokker studiò ingegneria mineraria alla Delft University of Technology e fisica  all'Università di Leiden con Hendrik Lorentz, dove conseguì il dottorato nel 1913. Continuò i suoi studi con Albert Einstein, Ernest Rutherford e William Bragg. Nella sua tesi del 1913 ricavò l'equazione di Fokker-Planck insieme a Max Planck. Dopo il servizio militare durante la prima guerra mondiale tornò a Leiden come assistente di Lorentz ed Ehrenfest. 
Nel 1928 Fokker succedette a Hendrik Lorentz come direttore della ricerca al Teylers Museum di Haarlem.
Fokker apportò diversi contributi alla relatività speciale e alcuni contributi meno noti alla relatività generale, in particolare nell'area della precessione geodetica, i fenomeni di precessione di un giroscopio in caduta libera in un campo gravitazionale.
Fokker iniziò a studiare teoria musicale durante la seconda guerra mondiale, quando l'Università di Leida fu chiusa; in parte questo era dovuto al desiderio di convincere i nazisti che non sarebbe stato utile allo sforzo bellico, e in parte fu una risposta alla lettura del lavoro di Christiaan Huygens sul temperamento equabile 31.
Nel 1938 Fokker, insieme a Dirk Coster e Otto Hahn, aiutò la fisica ebrea Lise Meitner a fuggire dall'Austria nei Paesi Bassi. "Fokker e Coster sapevano entrambi che le posizioni universitarie non erano di fatto disponibili per gli stranieri, ma lo spazio in un laboratorio non era un problema, a Groningen o ad Haarlem". 'Forse possiamo contattare i colleghi per contributi regolari' suggerì Coster. Fokker Fissò una cifra di 20.000 franchi, sufficienti per supportare la Meitner per cinque anni ed iniziò immediatamente a contattare i colleghi per consigli e donazioni. Non riuscirono a ottenere finanziamenti, ma Fokker riuscì a ottenere il permesso ufficiale per la Meitner di andarsene, anche se non poté telegrafarle questo per via della segretezza. Fuggì a malapena in tempo per sfuggire all'arresto.
L'anno 1942 di conseguenza segnò una svolta nella sua vita; dopo di allora scrisse molti pezzi in 31-uguali, che sono importanti per l'uso della settima armonica come intervallo di consonanti (31-uguali ha un'approssimazione molto migliore della 7ª armonica sell'onnipresente 12-uguale). Apportò anche contributi notevoli alla teoria musicale, come il blocco di periodicità di Fokker.
Nel 1949 divenne membro della Royal Netherlands Academy of Arts and Sciences.
Morì il 24 settembre 1972, all'età di 85 anni, a Beekbergen vicino ad Apeldoorn.

### Strumenti musicali

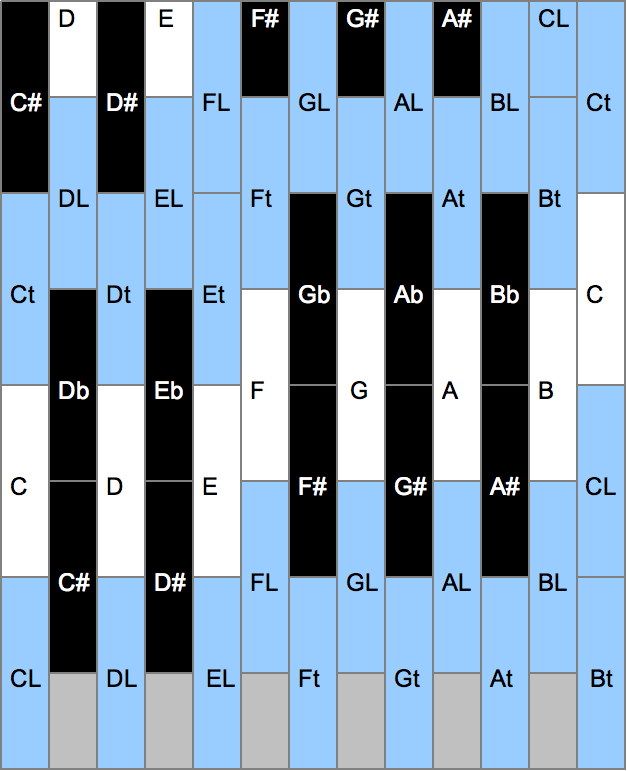
Rappresentazione schematica della tastiera microtonale di Fokker per un organo a canne 31EDO (organo Fokker) con due tastiere e pedale, costruito da lui.

Fokker progettò e costruì una serie di strumenti a tastiera in grado di riprodurre scale microtonali tramite una tastiera generica. Il più noto di questi è il suo organo a 31 toni temperato in modo equabile, che fu installato nel Teylers Museum ad Haarlem nel 1951. È comunemente chiamato l'organo Fokker. L'organo Fokker è attualmente di proprietà della Fondazione Huygens-Fokker ed è stato trasferito nella Sala BAM nel Muziekgebouw aan 't IJ. Si tengono regolarmente concerti su questo strumento nella Sala BAM.